# Скотвил (Илиноис)
Скотвил (енгл. Scottville) град је у америчкој савезној држави Илиноис.

## Демографија
По попису из 2010. године број становника је 116, што је 24 (-17,1%) становника мање него 2000. године.
| Група             | 2000.        | 2010.       |
| Белци             | 140 (100,0%) | 115 (99,1%) |
| Афроамериканци    | 0 (0,0%)     | 0 (0,0%)    |
| Азијати           | 0 (0,0%)     | 0 (0,0%)    |
| Хиспаноамериканци | 0 (0,0%)     | 1 (0,9%)    |
| Укупно            | 140          | 116         |